# Derek Rickman
Derek Rickman   (Hampshire, 14 de gener de 1933 - 15 de juliol de 2021) fou un empresari i un històric pilot de motociclisme anglès. Tant ell com el seu germà Don, dos anys més jove, varen ser uns dels corredors de motocròs més famosos de les dècades de 1950 i 1960, esdevenint al mateix temps uns reputats constructors de xassissos per a aquesta mena de motocicletes. Derek formà part de l'equip britànic guanyador del Motocròs de les Nacions els anys 1963 i 1964, en totes dues ocasions formant parella amb el seu germà Don.

## Palmarès
| Any  | Motocicleta     | Campionat del Món | Campionat del Món | MXDN | C. britànic |
| Any  | Motocicleta     | 500cc             | 250cc             | MXDN | 500cc       |
| ---- | --------------- | ----------------- | ----------------- | ---- | ----------- |
| 1952 | BSA             | 12è               | -                 |      | 8è          |
|      |                 |                   |                   |      |             |
| 1958 | BSA             | -                 | -                 |      | 7è          |
| 1959 | Triumph-Métisse | 10è               | -                 |      | 3r          |
| 1960 | Triumph-Métisse | 15è               | -                 |      | 9e          |
| 1961 | Triumph-Métisse | 14è               | -                 |      | ?           |
| 1962 | Métisse         | -                 | -                 |      | 8è          |
| 1963 | Métisse Triumph | 11è               | -                 | 1r   | 7è          |
| 1964 | Bultaco         | -                 | 19è               | 1r   | 5è          |
| 1965 | Metisse         | -                 | -                 |      | 10è         |

Notes
1. ↑  La classificació consignada a MXDN fa referència a la posició final obtinguda per l'equip estatal
2. ↑  Fins al 1956 inclòs no existia el Campionat del Món de 500 cc, ans el Campionat d'Europa
3. ↑  Fins al 1961 inclòs no existia el Campionat del Món de 250 cc, ans el Campionat d'Europa (conegut també com a Coup d'Europe)